# 61 Lotniczy Pułk Szkolno-Bojowy

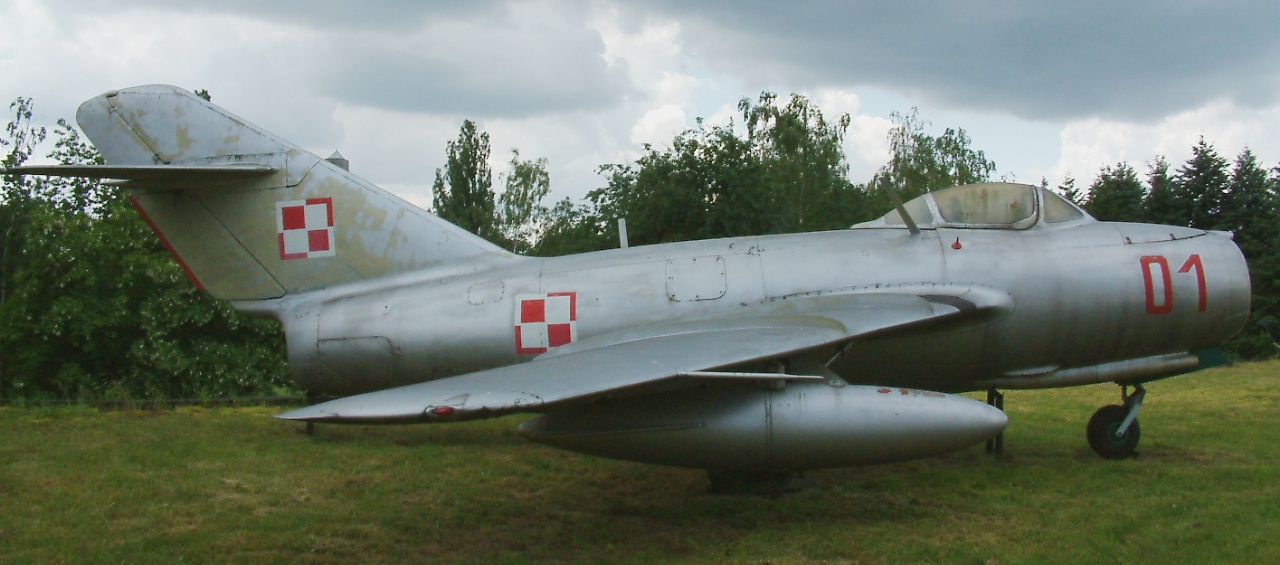
MiG-15

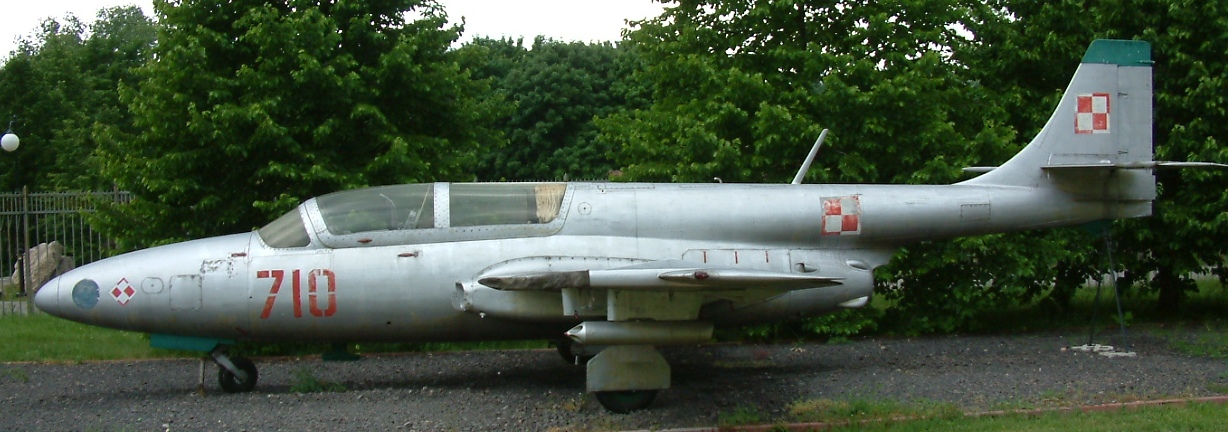
PZL TS-11 Iskra

61 Lotniczy Pułk Szkolno-Bojowy – jednostka wojskowa Sił Powietrznych RP, znajdująca się na obszarze Białej Podlaskiej
Jednostka zakończyła działalność po 2000 roku. W końcowym stadium funkcjonowania, jednostka szkoliła pilotów śmigłowców. Wcześniej szkolono tu także na Iskrach. 
Na terenie byłej jednostki znajduje się jeden z najdłuższych pasów startowych Polsce. W związku z tym bardzo często rozważano tam możliwość otwarcia lotniska cywilnego lub lotniska cargo.

## Historia
61 Lotniczy Pułk Szkolno-Bojowy sformowano w 1958 roku na bazie 1 eskadry pilotażu bojowego z Radomia i 4 eskadry pilotażu przejściowego z Oleśnicy. Składał się z dowództwa i sztabu, dwóch eskadr lotniczych, a także dywizjonu technicznego. Od pierwszych dni istnienia pułk został włączony do Oficerskiej Szkoły Lotniczej nr 5 im. Żwirki i Wigury w Radomiu. W 1964 jednostkę przeniesiono do Oficerskiej Szkoły Lotniczej w Dęblinie. Na początku pułk stacjonował na lotnisku w Nowym Mieście nad Pilicą i zajmował się szkoleniem lotniczym podchorążych o specjalności pilotów myśliwskich.  Logistycznie jednostka obsługiwana była przez 45 dywizjon dowodzenia lotami i 12 batalion zaopatrzenia. Początkowo podstawowym wyposażeniem był samolot myśliwski MiG-15. Pod koniec 1977 61 lpszb został przeniesiony na lotnisko w Białej Podlaskiej i na nim pozostał do końca swojego istnienia. 
Jednostka została rozformowana z dniem 31 grudnia 2000. Na bazie rozformowanego pułku utworzono 3 Ośrodek Szkolenia Lotniczego.

## Odznaka pułkowa
Odznaka zawiera wizerunek żurawia wpisanego w szachownicę lotniczą. Nad łacińskim napisem Per aspera ad astra umieszczono rok powstania pułku 1958. Nad szachownicą numer i inicjały pułku 61 LPSzB. Z prawej strony szachownicy stylizowane kontury granicy wschodniej. Odznaka umieszczona w błękitnym tle prostokąta o zaokrąglonej dolnej krawędzi. Zaprojektował ja Sławomir Hetman.

## Dowódcy pułku
- ppłk pil. Józef Kowalski (1958 -1962)
- ppłk pil. Henryk Nowak (1962 -1965)
- ppłk pil. Tytus Krawczyc (1965 -1968)
- ppłk pil. Stanisław Konopiński (1968 -1973)
- ppłk pil. Józef Archita (1973 -1974)
- płk pil. Kazimierz Wolak (1974 -1976)
- płk pil. Aleksander Turczyniak (1976 -1978)
- płk pil. Zdzisław Mularski (1978 -1982)
- ppłk pil. Jan Fryta (1982 -1986)
- płk pil. Jan Smolarek (1986 -1990)
- płk pil. Ryszard Brojek (1985 -1986 i 1990 -1996)
- ppłk pil. Anatol Czaban (1996 - 2000)

## Rombik
W ramach pułku istniał latający na samolotach MiG-15 zespół akrobacyjny "Rombik". Jego dowódcą był płk pil. Władysław Kunicki.
Tego "Rombiku" nie należy mylić z latającym na PZL TS-11 Iskra zespołem akrobacyjnym o tej samej nazwie, wchodzącym w skład 60 LPSz.